# Main courante (registre)
Pour les articles homonymes, voir Main courante.
 (février 2015).
Si vous disposez d'ouvrages ou d'articles de référence ou si vous connaissez des sites web de qualité traitant du thème abordé ici, merci de compléter l'article en donnant les références utiles à sa vérifiabilité et en les liant à la section « Notes et références ».
En France, une main courante est un journal ou un registre sur lequel est consigné l'ensemble des événements de la vie d'une association, d'un commissariat de police, d'une unité de police municipale ou d’établissements recevant du public associés à une mission de service public.

## Fonctionnement
Autrefois, et encore aujourd'hui dans des petites structures, la main courante était un registre physique où étaient consignés les faits et prises de contact du public avec une administration, une association (d'écoute et d'assistance au public par exemple), ou encore un service de secours. Un employé ou un fonctionnaire était chargé de tenir le registre à jour, le plus souvent il s'agissait d'une personne en contact direct avec le public, à l'accueil et/ou au standard.
Actuellement, une main courante peut également être un logiciel applicatif de base de données qui consigne à la manière du registre papier les événements saisis par les employés de la structure, depuis n'importe quel poste. Tous les employés autorisés peuvent inscrire une entrée à la main courante, et tous peuvent la consulter en temps réel, ce qui améliore grandement la transparence et la circulation de l'information.

On la retrouve en général dans toute prestation de gardiennage ou de sécurité incendie, ce qui permet entre autres d'assurer une liaison permanente entre les sociétés extérieures et les chargés de sécurité du site.
C'est un document officiel qui peut être demandé par les organismes judiciaires afin d'analyser des faits sachant que tout événement doit y être notifié.
Il est strictement interdit de modifier ou même de raturer une inscription en main courante sous peine de la rendre caduque, c'est pourquoi les pages d'une main courante papier sont toujours numérotées.
Aujourd'hui, grâce à son informatisation, elle devient un outil d'analyse qualité ou encore de mise en évidence de problèmes de sécurité (pompiers) ou de sûreté (malveillance).
Son association avec du matériel de surveillance électronique permet désormais de remonter de manière automatique un certain nombre d'événements liés à la gestion technique du bâtiment ou à la détection incendie.
Certaines mains courantes électroniques permettent aussi de notifier et d'analyser les rondes effectuées par les agents à l'aide de lecteurs de rondes permettant pour les plus simples d'attester d'un passage sur un point donné et pour les plus aboutis d'y indiquer toutes anomalies constatées.

## Valeur juridique des déclarations de main courante
En France, « faire une déclaration de main courante », c'est faire un acte unilatéral déclaratif consigné par un tiers enregistrant. Ces déclarations peuvent être consignées, soit lorsque la victime ne souhaite pas déposer plainte et simplement signaler les faits, soit lorsque la plainte est refusée par un agent de l'État, d'une collectivité territoriale. Elle est conservée dans un registre informatisé.
C'est une simple déclaration consignée :
- soit au commissariat de police nationale : les faits relatés sont consignés sur un registre de main courante tenu par les services de police nationale puis centralisés sur le fichier national Nouvelle main courante informatisée[1] ;
- soit à la brigade de gendarmerie : les faits déclarés font l'objet d'une « main courante gendarmerie » archivée à l'unité et dont une copie peut être demandée par le déclarant. En gendarmerie, on parle alors de « procès-verbal de renseignement judiciaire ».
- soit au poste d'une police municipale : les faits relatés sont consignés sur un registre de main courante tenu par les services de police municipale ; il s'agit dans ce cas d'un document administratif qui est en principe communicable[2].
- soit par un service de main courante informatisée mis à la disposition du public par un opérateur privé, le plus souvent, de type Legaltech. Dans ce cas, l'acte a la valeur probante d'un acte sous seing privé[3].

Lorsqu'elles sont transmises à une autorité ayant le pouvoir de poursuite ou de sanction, les mentions figurant sur une déclaration de main courante sont susceptibles de fonder des poursuites pénales à l’encontre de leur auteur, sur deux fondements : 1° l’article 226-10 du code pénal, relatif à la dénonciation calomnieuse ; 2° l’article 441-1 du même code, relatif au faux.
Concernant la dénonciation calomnieuse, la Cour de cassation juge (Crim., 3 avril 2007, 06-84.788) que la simple main courante réalisée auprès de services de police constitue bien l’acte matériel de « dénonciation d'un fait qui est de nature à entraîner des sanctions judiciaires, administratives ou disciplinaires, adressé soit à un officier de police administrative ou judiciaire, soit à une autorité ayant le pouvoir d'y donner suite ou de saisir l'autorité compétente ».
De même, la Cour de cassation considère (Crim., 5 juin 2002, 01-85.415) que la relation de faits inexacts dans un registre de main courante est susceptible de caractériser le délit de faux en écritures. Dans l’affaire en cause, un policier municipal avait, dans une déclaration de main courante, affirmé que les dégradations causées à son véhicule l’avaient été par des tiers, en un autre endroit que le parking d’une boîte de nuit dans laquelle il s’était rendu à des fins personnelles, pendant le service.
La Cour note que le registre de main courante constitue un titre ayant des conséquences juridiques car pouvant servir de fondement à des poursuites pénales, que l'indication d'un faux lieu et d'un rapprochement entre les dégradations d'un véhicule et la présence en ce lieu d'un groupe de jeunes suspects induit nécessairement en erreur sur les circonstances de ces dégradations et, par voie de conséquence, sur les conditions d'indemnisation du préjudice de la victime des dégradations.
Par ailleurs, un important arrêt de la Cour de cassation a récemment établi que, au sens de l’article 85 du Code de procédure pénale, constitue une plainte toute information portée, sans formalisme particulier, à la connaissance de l'autorité judiciaire ou d'un officier ou agent de police judiciaire, et relative à des faits susceptibles de revêtir une qualification pénale. La question se pose de savoir si l’existence de la main courante, juridiquement dépourvue de fondement légal ou règlementaire, est toujours pertinente dès lors qu’elle est assimilable à une plainte dans le cadre de l’article précité. Se pose ainsi une autre question, celle de savoir si cette définition ne vaut que pour la plainte préalable nécessaire à la plainte avec constitution de partie civile qui permet à chacun de saisir un juge d'instruction.